# Orthosia bastula
Orthosia bastula là một loài bướm đêm trong họ Noctuidae.